# Курсивал
Курсивал (фр. Courcival) насеље је и општина у западној Француској у региону Лоара, у департману Сарт која припада префектури Мамер.
По подацима из 2011. године у општини је живело 88 становника, а густина насељености је износила 9 становника/km². Општина се простире на површини од 8,64 km². Налази се на средњој надморској висини од 66 метара (максималној 93 m, а минималној 62 m).

## Демографија
| 1962. | 1968. | 1975. | 1982. | 1990. | 1999. | 2011. |
| ----- | ----- | ----- | ----- | ----- | ----- | ----- |
| 188   | 130   | 92    | 98    | 65    | 80    | 88    |

График промене броја становника у току последњих година